# Natale fuori città
Natale fuori città (Christmas Around the Corner) è un film per la televisione del 2018 diretto da Megan Follows.